# 応答せよ1997
『応答せよ1997』（おうとうせよ1997、朝: 응답하라 1997）は、2012年に韓国のtvNで放送されたテレビドラマ。
90年代の韓国で実際に人気を誇った2大アイドルグループH.O.T.とSechs Kiesを追いかける若者を主人公にした青春ストーリー。

## 概要
1997年当時のヒット曲や韓国の人々が実際に経験した出来事がリアルに描かれ、過去を辿って現在を紐解く仕掛けが受け、最終回に平均視聴率7.55％、最高視聴率9.47％と当時韓国のケーブルチャンネルドラマ史上最高の視聴率を記録。「応答せよ」という言葉が流行語になるなど社会現象を巻き起こした。
主演には、当時まだ新人歌手だったチョン・ウンジとソ・イングクが抜擢されこの作品でブレイク。2人がデュエットで歌った主題歌「All For You」は韓国の音楽チャートで1位を記録し音楽の賞も席巻した。
釜山が舞台となっているため方言の演技が重視され、釜山出身のチョン・ウンジ、ホヤ、イ・シオン、イ・イルファや蔚山出身のソ・イングクなど、慶尚道出身の俳優を中心にキャスティングされた。
この作品のヒットをきっかけに、『応答せよ1994』（2013年）、『恋のスケッチ〜応答せよ1988〜』（2015年）と監督のシン・ウォンホと脚本家のイ・ウジョンがタッグを組んだ応答シリーズが3作続けて制作された。

## あらすじ
2012年、かつて釜山廣安高校で同級生だった仲間たちは33歳になり同窓会を開いていた。この中の誰かが今夜結婚を発表し、高校時代は勉強も恋もそっちのけでアイドルの追っかけをしていたシウォン（演：チョン・ウンジ）は、この中の誰かと夫婦になり現在妊娠中。シウォンの幼馴染で優等生のユンジェ（演：ソ・イングク）、ユンジェの親友で優しいジュニ（演：ホヤ）、ムードメーカーのソンジェ（演：イ・シオン）、ソウルからやって来た転校生のハクチャン（演：ウン・ジウォン）、シウォンの親友のユジュン（演：シン・ソユル）、さらに当時彼らの高校の教師をしていたユンジェの兄ジョンホ（演：ユン・テウン）。果たしてこの中の誰が結婚するのか、シウォンの夫は誰なのか、彼らが青春時代を過ごした1997年の記憶と共に振り返る。

## 登場人物
ソン・シウォン
演：チョン・ウンジ（Apink）
アイドルグループH.O.T.のトニー・アンの熱烈なファン。高校時代は勉強もせず追っかけに命を燃やしていたが現実の恋には無関心。H.O.T.のメンバーの妄想小説を書いていた才能を生かし後に放送作家となる。33歳になった現在もトニーへの愛は続いているが、今は結婚をし2人目の子供を妊娠中。
ユン・ユンジェ
演：ソ・イングク
幼い頃に両親を亡くし、兄とシウォンの両親に育てられる。高校時代は校内1位の成績を取るほど優秀で容姿端麗なためモテた。アイスマンと呼ばれるほどクールな性格だが幼馴染のシウォンにだけは優しい。ソウル中央地方法院の判事となり、現在は大田に勤務。
モ・ユジュン
演：シン・ソユル
シウォンの親友で、高校時代はシウォンと共にアイドルの追っかけをやっていた。ミーハーで気移りしやすく、最初はシウォンとともにH.O.Tのファンをやっていたが途中からSechs Kiesに乗り換える。ユンジェの事も好きだったが全く相手にされずハクチャンと付き合っていた。現在は幼稚園の先生。
ト・ハクチャン
演：ウン・ジウォン（Sechs Kies）
ソウルからやって来た転校生。大量のアダルトビデオを所有し男子からはカリスマ的な存在になるが女子の前になると本領を発揮できない。現在は映画の勉強をしている。演じる本人ではあるがSechs Kiesのジウォンにそっくりという設定。
パン・ソンジェ
演：イ・シオン
おしゃべりでお調子者。高校時代から独特な存在感を発揮していた。公益公務員として町役場で働いた後、現在は保険会社の営業として働いている。
カン・ジュニ
演：ホヤ（INFINITE）
ユンジェの親友で高校時代は校内2位の優秀な成績を収めていた。優しい性格でシウォンの良き相談相手。ユンジェからはシウォンの事が好きだと思われている。33歳になった現在は医者をしている。
ユン・テウン
演：ソン・ジョンホ
ユンジェの兄でユンジェたちが通う釜山廣安高校の教師。高校時代全国1位の成績を誇る秀才だったが弟を育てるため夢を諦める。シウォンの亡くなった姉ソンジュと付き合っていた。教師を辞めた後ベンチャー企業で成功し最年少で市長となり現在は大統領候補の議員。
ソン・ソンジュ
演：イェウォン（JEWELRY）
シウォンの姉でテウンのかつての恋人。大学生だった1992年にバス事故で亡くなる。シウォンによく似ている。
ソン・ドンイル
演：ソン・ドンイル / 高校時代：カン・ギュンソン（Noel）
シウォンの父。ヘテ・タイガースに所属した元プロ野球選手で1997年は釜山カモメのコーチを務めている。ユンジェの両親とは親友で、両親を亡くしたユンジェを我が子のように育てる。アイドルに夢中で勉強をしない娘のシウォンとは常にぶつかり合っている。現在は釜山カモメの監督。
イ・イルファ
演：イ・イルファ / 高校時代：パク・チョロン（Apink）
シウォンの母。専業主婦で料理を食べきれないほど大量に作る癖がある。夫とは違い娘のシウォンの追っかけ活動に理解があり、娘と一緒に盛り上がっている。
ユン・ジュニョク
演：ヤン・ジュニョク / 高校時代：ソン・ジニョン
ユンジェの父。空軍大佐。シウォンの父ドンイルとは高校時代からの親友。ユンジェが子どもの頃に妻ジョンミと事故で亡くなる。
ムン・ジョンミ
演：イ・ヨンギョン / 高校時代：ユン・ボミ（Apink）
ユンジェの母。シウォンの母イルファとは高校時代からの親友。ユンジェが子どもの頃に夫ジュニョクと事故で亡くなる。
イ・ジュヨン
演：ジュヨン（AFTERSCHOOL）
医者になったジュニの先輩女医。テウンの大腸ポリープ切除手術を担当してから何かとテウンと縁があり、出会った頃は東方神起のファンクラブ畿支部長だったが、現在はファンクラブ総会長。

## スタッフ
- 演出：シン・ウォンホ「男子の資格」、パク・ソンジェ「ギャグコンサート」
- 脚本：イ・ウジョン「1泊2日」、イ・ソンヘ「1泊2日」、キム・ランジュ「1泊2日」
- 提供：「応答せよ1997」パートナーズ
- © CJ ENM Co., Ltd. All Rights reserved.

## OST
主演のチョン・ウンジとソ・イングクが、90年代韓国でヒットしたCoolのカバー曲「All For You」を歌った。

### Part.1
| #  | タイトル               | 作詞 | 作曲・編曲 | アーティスト                          | 時間 |
| -- | ---------------------- | ---- | ---------- | ------------------------------------- | ---- |
| 1. | 「All For You」        |      |            | ソ・イングク＆チョン・ウンジ（Apink） | 4:08 |
| 2. | 「All For You」(Inst.) |      |            |                                       | 4:08 |

### Part.2
| #  | タイトル                   | 作詞 | 作曲・編曲 | アーティスト                          | 時間 |
| -- | -------------------------- | ---- | ---------- | ------------------------------------- | ---- |
| 1. | 「私たちの愛、このままに」 |      |            | ソ・イングク＆チョン・ウンジ（Apink） | 4:18 |

## 受賞
- 第49回百想芸術大賞
  - 女性新人演技賞（チョン・ウンジ）
- 第6回コリアドラマフェスティバル
  - 男性新人賞（ソ・イングク）
  - ベストカップル賞（ソ・イングク、チョン・ウンジ）
- 第1回K-Star Awards
  - ライジングスター賞（ソ・イングク、チョン・ウンジ）
  - ベストカップル賞（ソ・イングク、チョン・ウンジ）
  - ベストOST賞（「All For You」）
- 2013 ケーブル放送大賞
  - 大賞
- Mnet Asian Music Awards
  - ベストOST賞（「All For You」）
- 第4回Melon Music Awards
  - ミュージックスタイル賞OST部門（「All For You」）
- 第2回ガオンチャートミュージックアワード
  - 今年の歌手賞9月部門（「All For You」）
- tvN10 アワード
  - ドラマコンテンツ賞
  - スペシャル演技賞（ソン・ドンイル）
  - ベストキス賞（ソ・イングク、チョン・ウンジ）
  - made in tvNドラマ部門（ソ・イングク）